# دفتر المختبر

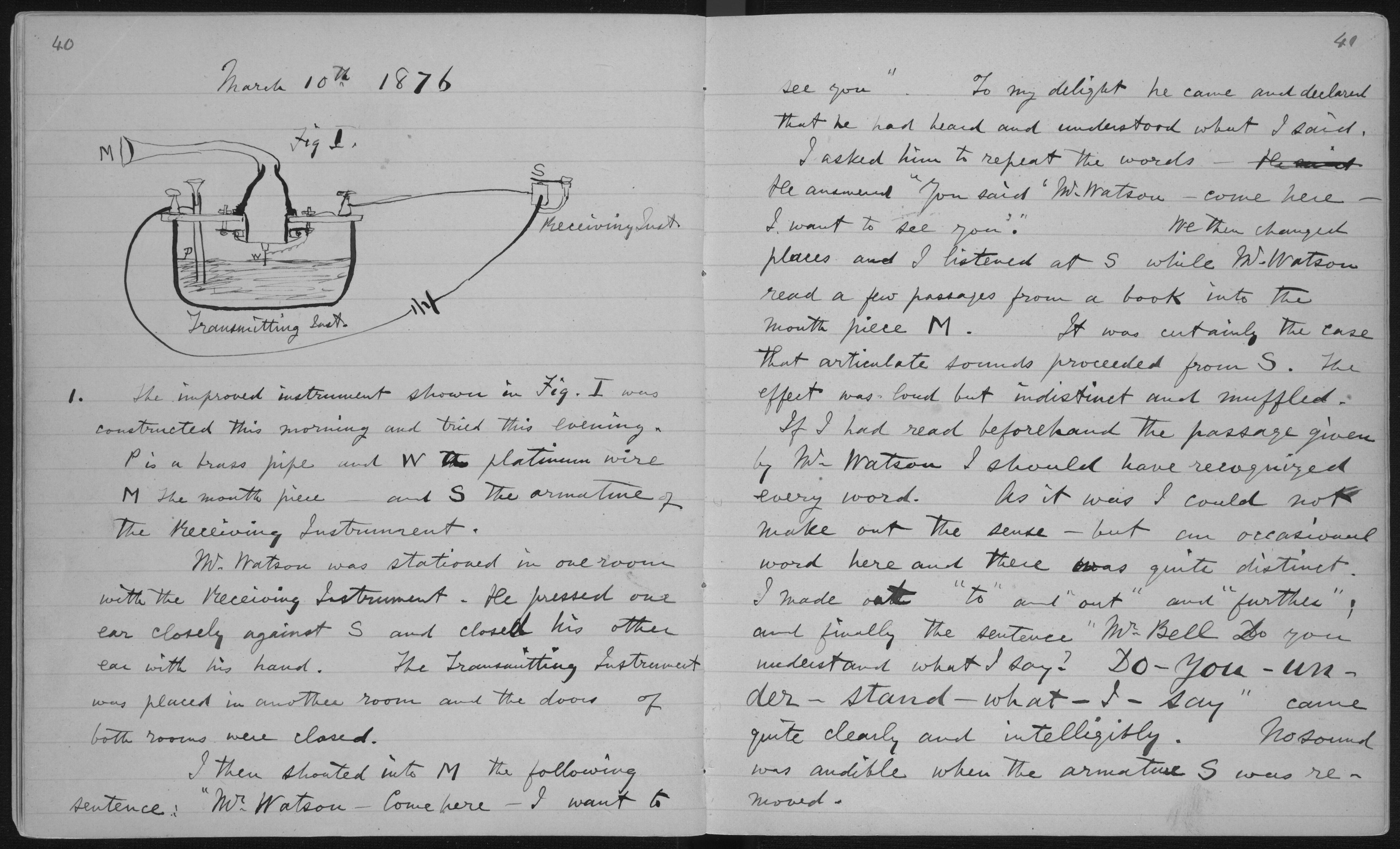
صفحة من دفتر ملاحظات معمل لألكسندر غراهام بيل، ١٨٧٦.

دفتر المختبر (الملصق. دفتر المعمل أو كتاب المختبر) هو السجل الأساسي للبحث. يستخدم الباحثون دفتر معمل لتوثيق فرضياتهم وتجاربهم وتحليلاتهم الأولية أو تفسيرهم لهذه التجارب. يعمل الدفتر أو المفكرة كأداة تنظيمية، ومساعد للذاكرة، ويمكن أن يكون له أيضًا دور في حماية أي ملكية فكرية تأتي من البحث. 

## الشكل والبُنية

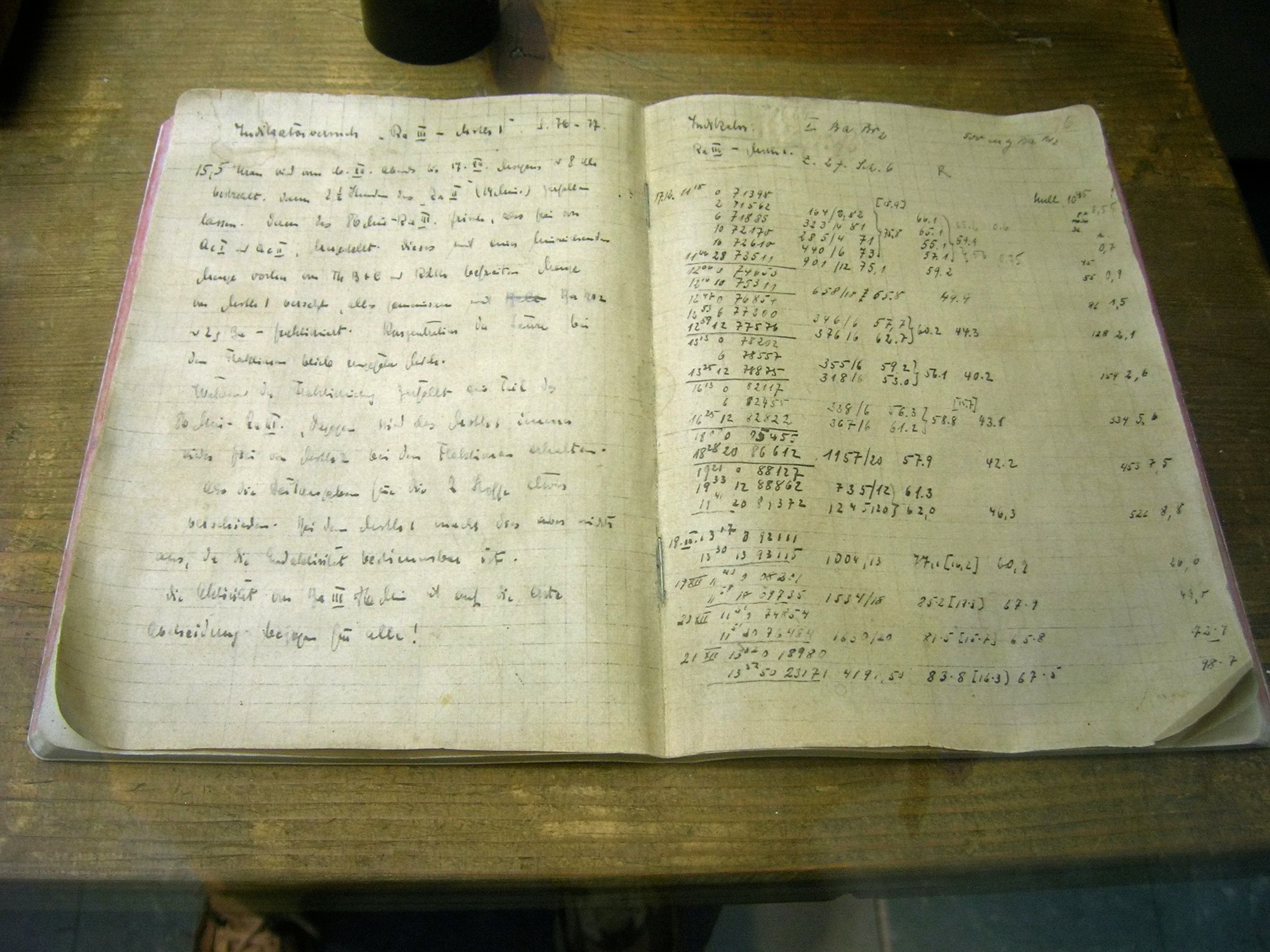
صفحة من دفتر ملاحظات أوتو هان، 1938.

تختلف التوصيات الخاصة بدفاتر المختبر بشكل كبير بين المؤسسة وبين المعامل الفردية، ولكن بعض الإرشادات شائعة إلى حد ما، على سبيل المثال، مثل تلك الموجودة في المرجع. عادةً ما يكون دفتر الملاحظات المعملية مترابطًا بشكل دائم وتكون الصفحات فيه مُرقمه. وتُعطى التواريخ فيه كقاعدة. تكون جميع الإدخالات باستخدام أداة كتابة دائمة، على سبيل المثال، قلم حبر جاف (على الرغم من أن قلم التحديد الدائم قد يكون غير مرغوب فيه، حيث قد يتدفق الحبر عبر صفحات متعددة). بالنسبة للبيانات المسجلة بوسائل أخرى (على سبيل المثال، إذا تم تسجيلها على جهاز كمبيوتر)، من المفروض أن يسجل على دفتر المختبر أنه تم الحصول على البيانات وسيتم تحديد مجموعة البيانات في دفتر الملاحظات.

## الجوانب القانونية
يُوصى غالبًا باستخدام دفاتر الملاحظات ذات الصفحات المرتبطة بشكل دائم وذلك لضمان عدم إمكانية تغيير البيانات بسهولة، غالبًا ما يتم تشجيع الباحثين على الكتابة فقط بقلم غير قابل للمسح، وتوقيع كل صفحة وتأريخها، وفحص دفاتر ملاحظاتهم بشكل دوري بواسطة باحث آخر يمكنه قراءتها وفهمها بغرض حمايتها من جميع أنواع التخريب والضياع.